# Perédy György
Perédy György (Kolozsvár, 1883. október 17. – Budapest, 1947. június 21.) újságíró.

## Életpályája
Szülővárosa Unitárius Kollégiumában érettségizett, a Ferenc József Tudományegyetemen szerzett jogi diplomát. Újságírói pályáját a kolozsvári Magyar Polgárnál kezdte, az Ellenzék, Erdélyi Hírlap, Újság munkatársa. 1912-től a Nagyváradi Napló kötelékében dolgozott, majd a Nagyvárad című napilaphoz került.
Tabéry Gézával együtt építette ki az Országos Magyar Párt Bihar megyei szervezetét. Az Unitárius Irodalmi Társaság tagja, a Szigligeti Társaság főtitkára, 1929-től alelnöke. 1931-ben megszervezte Érsemjénben a Kazinczy-emlékünnepélyt és a nyelvújító költő szobrának leleplezését. Nagyváradi működésének utolsó szakaszában az Erdélyi Lapok felelős szerkesztője. 1938-ban Magyarországra költözött.